# نيك ارنولد
نيك ارنولد (بالإنجليزية: Nick Arnold)‏ (3 يوليو 1993 في المملكة المتحدة - ) هو لاعب كرة قدم بريطاني في مركز الظهير. لعب مع نادي ريدنغ ونادي وكينغ وويكمب وندررز ونادي وايتهوك.

## وصلات خارجية
- نيك ارنولد على موقع قاعدة بيانات كرة القدم.إي يو (الإنجليزية)
- نيك ارنولد على موقع Soccerbase.com (لاعب) (الإنجليزية)
- نيك ارنولد على موقع Soccerway.com (الإنجليزية)